# Iván Márquez
Luciano Marín Arango (Florencia, 16 de junio de 1955), conocido por su alias Iván Márquez, es un guerrillero disidente colombiano, fue miembro de las Fuerzas Armadas Revolucionarias de Colombia - Ejército del Pueblo (FARC-EP) y senador colombiano.
Fue guerrillero de las Fuerzas Armadas Revolucionarias de Colombia - Ejército del Pueblo (FARC-EP), luego de los Acuerdos de La Uribe con el gobierno colombiano, en 1984, fue elegido como Representante a la Cámara por Caquetá, como miembro de la Unión Patriótica entre 1986-1987 y luego retorno a las FARC-EP, por el genocidio a esa agrupación política. En las FARC-EP llegó a ser comandante de los bloques Caribe y Noroccidental de las FARC-EP,  y jefe negociador de la antigua guerrilla en el proceso de paz que culminó con el Acuerdo de paz entre el gobierno colombiano y las FARC-EP, firmado en 2016, que terminó con el desarme y la desmovilización del grupo insurgente, posteriormente fue designado senador por el partido Fuerza Alternativa Revolucionaria del Común, en el marco de los puestos que le corresponden al partido por el acuerdo de paz, pero se negó a tomar posesión de su curul y abandonó Bogotá, declarándose su muerte política por medio de la "Silla Vacía". pero no asumió su curul en julio de 2018, renunció al acuerdo y el 29 de agosto de 2019, se convirtió en comandante de la disidencia de las FARC-EP Segunda Marquetalia, anunciando en un vídeo el inicio de una nueva etapa de lucha armada contra el Gobierno debido a su inminente captura y presunta relación con el narcotráfico después de la firma del acuerdo de paz, denunciada por su sobrino Marlon Marín, quien fuera capturado por agentes de la DEA en 2018. Iván Márquez es comandante de esa organización hasta hoy en día.
En 2021, la disidencia de las FARC-EP Segunda Marquetalia fue incluida en la lista de organizaciones terroristas por el gobierno de Estados Unidos.

## Biografía
Nacido en Florencia (Caquetá) en 1955, para 1977 Márquez, que era bachiller normalista se vinculó a la Juventud Comunista Colombiana (JUCO). Allí hizo parte de las redes de apoyo de las FARC-EP. Estudió Derecho en la Unión Soviética.
Entre 1977 y 1979 fue profesor de Biología en el colegio Corazón Inmaculado de María de El Doncello (Caquetá).
En 1985 se vinculó al Frente 14 de las FARC-EP, al tiempo que se encargó de las finanzas de varios grupos.

## Condena
El 11 de julio de 2025, un juzgado de Turbo, Antioquia, sentenció a Luciano Marín Arango, más conocido como alias Iván Márquez, a 40 años de prisión por su responsabilidad en el secuestro y asesinato del subteniente del Ejército Nacional, Wargner Harbey Tapias Torres, además de también condenarlo bajo cargos de vínculos con el narcotráfico.  

### Representante a la Cámara (1986)
Tras la firma de los Acuerdos de cese al Fuego, Paz y Tregua de esa guerrilla con el gobierno del presidente Belisario Betancur en marzo de 1984, Braulio Herrera e Iván Márquez salieron a hacer política bajo la bandera la Unión Patriótica (UP) partido fundado en mayo de 1985 en el que se vincularon miembros de la guerrilla, el Partido Comunista, líderes sociales y sindicales, entre otros. Márquez fue el coordinador en Caquetá del movimiento. 
Como parte de la Unión Patriótica, fue elegido concejal, diputado suplente y en 1986 representante a la Cámara por Caquetá.
La Unión Patriótica logró un importante éxito político (14 congresistas electos, 18 diputados y 335 concejales en 11 departamentos y 187 municipios) lo cual despertó la reacción de paramilitares, quienes en asociación con agentes del estado y diferentes sectores políticos conspiraron para evitar el rápido ascenso que tenía el partido que aglomeraba diferentes agrupaciones de la izquierda colombiana. 
Desde su fundación en 1985, fueron asesinados según investigaciones posteriores de la Fiscalía General de la Nación, que en 2014 los reconoció como crímenes de lesa humanidad: dos candidatos a la Presidencia, ocho congresistas, 13 diputados, 70 concejales, 11 alcaldes y por lo menos 5.000 militantes de la UP, entre ellos el excandidato presidencial Bernardo Jaramillo (1990), el profesor y congresista Pedro Luis Valencia (1987) y el abogado José Antequera (1989).
Márquez trabajó como congresista, pero en consecuencia del exterminio de la Unión Patriótica regresó a la clandestinidad.
En 2018 con motivo de la nueva participación de Márquez de nuevo en unas elecciones colombianas Francisco Toloza, dirigente de Voces de Paz y también candidato al Congreso por la Fuerza Alternativa Revolucionaria del Común explicaba:
«El domingo 11 de octubre de 1987, el entonces comandante de las FARC-EP, Jacobo Arenas, llamó a Iván Márquez y le dijo: “Usted se viene para La Uribe ya”. Este le replicó que tenía un debate en la Cámara el lunes, pero el líder de la guerrilla fue tajante. Ese mismo día, mientras Márquez dejaba Bogotá y volvía a la clandestinidad (a pie por el camino del Sumapaz hasta el campamento Casa Verde en La Uribe, Meta), fue asesinado Jaime Pardo Leal, quien había sido candidato a la presidencia por la UP en 1987.
«La teoría de Jacobo ―explica Francisco Toloza― era que el genocidio de la Unión Patriótica había violado el cese al fuego. Las FARC-EP no llegaron al año 1990 como parte de la Unión Patriótica, solo participan en la primera etapa de esta».

### Regreso a las FARC-EP
Márquez regresó a las FARC-EP como parte del Bloque Sur, que actuaba en los departamentos de Huila, Caquetá y Putumayo. Pasó a ser segundo al mando del Frente 5 de las FARC-EP bajo la comandancia de Efraín Guzmán, entonces miembro del secretariado de las FARC-EP. Luego pasó al Bloque Caribe de las FARC-EP como delegado del secretariado y coordinador. Tras la muerte en 1990 del ideólogo de las FARC-EP en ese entonces Jacobo Arenas, Márquez fue designado miembro del Secretariado y se convirtió en portavoz de la organización.
Durante el Gobierno de César Gaviria Trujillo (1990-1994), Márquez participó en los Diálogos de paz de Caracas y Tlaxcala en representación de las FARC-EP como negociador. Durante los 90 el guerrillero pasó a ser el segundo al mando del Bloque Caribe, en donde tuvo bajo su área de operaciones la Serranía del Perijá, La Guajira y Cesar.
En el gobierno de Andrés Pastrana (1998-2002) participó como negociador de las FARC-EP en los Diálogos de paz entre el gobierno Pastrana y las FARC-EP (1998-2002) en la zona de distensión. Los diálogos fracasaron.
En 2003, Márquez se convirtió en el jefe del Bloque Caribe luego de la muerte de Efraín Guzmán, y ese mismo año el Secretariado lo nombró jefe del Bloque Noroccidental. En 2008 tomó la vocería internacional de la organización luego de la muerte de Raúl Reyes en los bombardeos a su campamento, en territorio ecuatoriano. Compartió el secretariado de las Fuerzas Armadas Revolucionarias de Colombia- Ejército del Pueblo junto a Timochenko, Mauricio Jaramillo, Pablo Catatumbo, Bertulfo Álvarez, Joaquín Gómez y Pastor Alape.
Durante el gobierno de Juan Manuel Santos (2010-2018) participó, desde 2012, como Jefe del Equipo Negociador de las FARC-EP en los diálogos de paz con sede central en La Habana, Cuba; culminados de manera exitosa en 2016, terminando de esta manera la historia de las FARC-EP como organización insurgente en Colombia.

#### Acuerdo humanitario (2002-2010)
Durante el gobierno de Álvaro Uribe (2002-2010), Márquez trató de negociar con dicho gobierno el llamado acuerdo humanitario, las FARC-EP pretendían el despeje militar de los municipios de Florida y Pradera (Valle del Cauca) para llevar a cabo una negociación de paz y la liberación de políticos, militares y policías secuestrados por dicha organización. El gobierno Uribe se negó a dar concesiones a las FARC-EP y le exigió que dejaran las acciones violentas para poder negociar. Uribe nombró al presidente venezolano como mediador para la liberación de soldados, policías y militares secuestrados.
Iván Márquez visitó al presidente Hugo Chávez en Caracas junto a Rodrigo Granda y Jesús Santrich. Tras la reunión, Márquez y los demás guerrilleros se tomaron fotografías sonrientes con la senadora colombiana Piedad Córdoba, la imagen resultó polémica y fue utilizada en Colombia para cuestionar el proceso negociador y el papel de la senadora.

#### Campamentos en Venezuela
A 2008, tras la Operación Fénix en la que murió el jefe guerrillero Raúl Reyes y se incautaron sus computadores, las relaciones con el gobierno venezolano decayeron por la Crisis diplomática de Colombia con Ecuador y Venezuela de 2008 que suscitó dicha operación en territorio ecuatoriano. En los computadores salieron a relucir posibles nexos entre la organización de las FARC-EP y el gobierno venezolano. De acuerdo a desmovilizados de las FARC-EP y a documentos del computador de Reyes, Iván Márquez y otros jefes guerrilleros se encontrarían en campamentos sobre territorio venezolano, bajo la protección de miembros del gobierno de dicho país. Sin embargo, esta información aún no ha sido comprobada.
Hacia 2010, con motivo del Acuerdo militar entre Colombia y Estados Unidos de 2009 para la utilización de bases militares colombianas por parte de las Fuerzas Militares estadounidenses, el gobierno de Hugo Chávez emprendió una serie de medidas económicas contra Colombia y disminuyó las relaciones diplomáticas entre ambos países. El presidente Álvaro Uribe, acusó al gobierno de Hugo Chávez de darles refugio a varios comandantes de las FARC-EP, incluyendo a Márquez, lo que desencadenó la Crisis diplomática entre Colombia y Venezuela de 2010. Márquez, según el gobierno colombiano mantenía un campamento en el estado Zulia, zona occidental de Venezuela, sobre la Serranía del Perijá, a escasos kilómetros de la frontera con Colombia.

#### Negociaciones en La Habana (2012-2016)
En las negociaciones del acuerdo de paz entre el gobierno de Juan Manuel Santos y las FARC-EP en La Habana (2012-2016), Iván Márquez fue el jefe de la delegación de paz y portavoz de este proceso durante los últimos meses, compartiendo protagonismo con el comandante en jefe de las FARC-EP Rodrigo Londoño, alias Timochenko. Como "número dos de la guerrilla" su posición en la negociación fue considerada de especial influencia.

### Fuerza Alternativa Revolucionaria del Común (2017)
En septiembre de 2017 tras la fundación del partido Fuerza Alternativa Revolucionaria del Común fue elegido miembro de su Dirección Nacional. Fue el líder más votado con el apoyo de los delegados del congreso: 888 votos.
En las elecciones legislativas en Colombia celebradas el 11 de marzo de 2018 fue cabeza de lista del Senado por su partido.
Logró un escaño en virtud del acuerdo de paz que garantiza a las FARC-EP diez asientos en el Congreso, cinco en el Senado y cinco en la Cámara durante dos legislaturas consecutivas.
En abril de 2018 tras la detención de Jesús Santrich, considerado uno de los más próximos colaboradores de Iván Márquez, este apareció en un vídeo junto Hernán Darío Velásquez (El Paisa), reclamando su libertad y denunciando que la acusación era un montaje jurídico armado por la Fiscalía y la DEA. Márquez anunció también que dejaba provisionalmente Bogotá para trasladarse a Miravalle (Caquetá).

#### Rechazo del curul en el Senado
El 24 de abril, desde el Caquetá, anunció que no se posesionaría como senador hasta que se definiera la situación de Jesús Santrich.
«¿Cómo hago yo para ir el 20 de julio a ejercer como senador, como una derivación del acuerdo de La Habana (…) y que me digan que soy un narcotraficante? Yo no estoy para esas cosas, necesitamos respeto, prefiero dejar esa joda allá», dijo Iván Márquez.
El 20 de mayo de 2019, desde paradero desconocido con una carta divulgada a través de su cuenta de Twitter, señaló que el desarme de las FARC-EP para convertirse en un partido político fue un “grave error”, pues los fusiles eran la única forma que tenían de garantizar que el estado cumpliera lo pactado. La declaración se realizó después que Jesús Santrich fuera liberado tras un fallo de la Jurisdicción Especial de Paz y recapturado en la puerta de la cárcel a su salida.
Tres días después el líder del partido FARC, Timochenko, rechazó la posición de Márquez y le acusó de "buscar el aplauso de cabezas calientes" y de no haber estado a la altura del momento añadiendo: «Iván no percibió la dimensión del puesto que nuestra larga lucha lo llevó a ocupar. Se fue, sin ningún tipo de explicación, y se negó a ocupar su curul en el Senado, dejando acéfala nuestra representación parlamentaria en el momento que más requería su presencia».

### Regreso a las armas: Segunda Marquetalia (2019)
El 29 de agosto de 2019 anunció que regresaba a la lucha armada a través de un vídeo en internet: «Anunciamos al mundo que ha comenzado la Segunda Marquetalia», (lugar de nacimiento de las FARC-EP hace más de medio siglo) «bajo el amparo del derecho universal que asiste a todos los pueblos del mundo de levantarse en armas contra la opresión». En el vídeo aparece al lado de una veintena de hombres armados con fusiles; entre ellos, Seuxis Paucias Hernández, alias Jesús Santrich; Hernán Darío Velásquez, alias El  Paisa; y Henry Castellanos Garzón, alias Romaña; quienes hace meses dejaron de cumplir sus compromisos con la Jurisdicción Especial de Paz (JEP). En el video denuncia el incumplimiento del acuerdo de paz y explica que buscarán coordinar esfuerzos con el ELN. Esto debido a que, al parecer alias Gentil Duarte, líder de un numeroso grupo de disidencias de las FARC-EP que se apoderaron de los antiguos negocios ilícitos de la exguerrlla, entre ellos el narcotráfico, se negó a aceptar en su organización a alias Iván Márquez y su grupo y, por el contrario, les declaró la guerra.
Márquez se encontraba en paradero desconocido (presuntamente oculto en Venezuela) y la JEP había ordenado su captura, revocando el beneficio de libertad condicional obtenido tras la firma del acuerdo de paz.
En mayo de 2019 cuestionó, con una carta publicada a través de su cuenta de Twitter, la decisión de las FARC-EP de entregar las armas a causa del caso Santrich, quien está acusado por Estados Unidos de seguir en el negocio del narcotráfico después de la firma de los acuerdos de paz.
A finales de 2021 la Segunda Marquetalia queda golpeada por la muerte en emboscadas de sus principales lugartenientes (Jesús Santrich,  El Paisa y Romaña), dejando solo y sin apoyo militar ni económico la estructura al mando de Iván Márquez en la frontera colombo-venezolana, corriendo rumores de una posible huida de este a Cuba al no sentirse seguro en Venezuela.

### Rumores de muerte
El 29 de junio de 2022 Márquez se encontraba en su campamento ubicado en la zona rural de Caicara del Orinoco, estado Bolívar a 198 km de la frontera con Colombia, lugar donde fue atacado y herido de gravedad, al pensar que pudo haber muerto en este ataque, noticieros cómo Caracol anunciaron su fallecimiento, aunque su muerte fue desmentida días más tarde.
Luego de un primer rumor sobre su muerte, difundido por medios de comunicación y fuentes de inteligencia de la Fuerza Pública de Colombia, se confirmó que este seguía vivo, presuntamente, en territorio de Venezuela donde habría recibido atención médica.
Posteriormente, en medios de comunicación afirmaron que Iván Márquez habría fallecido el 7 de julio de 2023 a raíz de las heridas sufridas luego del atentado en su contra el 29 de junio de 2022.
Tras el atentado perdió una mano, y varios dedos de la otra. Sus pies y cabeza se vieron afectados, además de generarle ceguera. No obstante, esto no fue totalmente confirmado y finalmente, el medio de comunicación Caracol Radio, difundió un audio donde este da mensaje a sus tropas en agosto de 2023 confirmando que seguiría vivo. El gobierno también emitió un comunicado donde confirmaba que Márquez nunca estuvo muerto. Asimismo, el 27 de marzo de 2024, el director de la Policía, William Salamanca, dijo que Márquez sigue con vida y que se encuentra en territorio colombiano.
El 15 de mayo de 2024 Márquez reaparece en un video publicado por El País hablando acerca de la constituyente en apoyo del Gobierno de Gustavo Petro

## Acusaciones de delitos y órdenes de captura
Sobre Iván Márquez, hasta 2011 pesaban 73 órdenes de captura, por diversos delitos y atentados. Entre los hechos que se le sindican están varias emboscadas de patrullas del Ejército Nacional en Caquetá, Antioquia, los asaltos a corregimientos de Valencia de Sebastián (Cauca), en 1989, a Río Grande de Turbo, Pueblo Bello, Giraldo, Peque, Dabeiba, San Pedro de Urabá, (Antioquia) todos ocurridos en 1994. Igualmente, se le señala de participar del secuestro de los ingenieros suecos Danny Aplegate y Tommy Tyrving, pertenecientes al proyecto hidroeléctrico de Urrá ese mismo año. Igualmente, figuran otros asaltos a municipios de Antioquia, Córdoba y Chocó, así como ataques a la Fuerza Pública.
El gobierno de Colombia lo acusó también de ser el autor intelectual del Asalto al edificio Miraflores en Neiva en julio de 2001. También se le acusa de ser el responsable intelectual del Atentado al Club El Nogal donde murieron 36 personas y más de 200 resultaron heridas. Por este hecho fue condenado a 40 años de cárcel.[cita requerida]
Tuvo varias órdenes de captura y una "circular roja" de la Interpol al igual que todos los miembros del secretariado de las FARC-EP. El Departamento de Estado de los Estados Unidos ofrece una recompensa de 10 millones de dólares por información que conduzca al arresto y/o la condena por narcotraficante.
Según los Acuerdos de paz entre las FARC-EP y el gobierno de Juan Manuel Santos la situación legal se situaba en el marco de la Jurisdicción Especial para la Paz y del Sistema Integral de Verdad, Justicia, Reparación y No Repetición vigente en Colombia desde marzo de 2017.
Tras el anuncio de su retorno a las armas en agosto de 2019 la JEP ordenó su captura junto a la de Henry Castellanos Garzón, José Vicente Lesmes, José Manuel Sierra Sabogal y Seuxis Paucias Hernández Solarte. La decisión transmitida a la Dirección de Investigación Criminal e Interpol de la Policía Nacional de Colombia revoca el beneficio de la suspensión de las órdenes de captura y las libertades condicionales. Fueron expulsados de la Jurisdicción Especial para la Paz, por lo cual sus procesos pasan a la justicia ordinaria. También fueron expulsados del partido Fuerza Alternativa Revolucionaria del Común.
En junio de 2025 fue condenado a 40 años de prisión por el secuestro del subteniente Wargner Harbey Tapias, el 28 de mayo de 1997 en Turbo (Antioquia) y aesinado en cautiverio el 5 de mayo de 2003.